# Muhamed Konjić
Muhamed Konjic, né le 14 mai 1970 à Tuzla, est un footballeur bosnien.

## Biographie
Défenseur, ce joueur évolue deux ans à l'AS Monaco entre 1997 et 1999, avant de partir en Angleterre. 
Il tire sa révérence en équipe nationale de Bosnie lors d'un match contre la France en août 2006.

## Carrière
- 1993-1996 : NK Zagreb  Croatie
- 1996-1997 : FC Zurich  Suisse
- 1997-1999 : AS Monaco  France
- 1999-2004 : Coventry City  Angleterre
- 2004-2006 : Derby County  Angleterre[1]